# Крис Андерсън
Крис Андерсън (роден през 1957 г.) е куратор на конференциите на TED (Technology, Entertainment, Design) в Съединените щати, Азия и Европа всяка година. Основател е на издателство Future Publishing.

## Живот и кариера
Андерсън е роден в Пакистан през 1957 г. в семейство с 3 деца. Неговите родители са лекари мисионери и той прекарва по-голямата част от младите си години в Пакистан, Индия и Афганистан. Учил е в престижно училище с пансион в индийските Хималаи - Woodstock School, преди да се премести в Бат, Англия. В университета Оксфорд, той изучава физика, а след това се прехвърля в специалност философия до завършването си през 1978 г.
Андерсън започва кариера в журналистиката, като работи в няколко местни вестници, а след това продуцира световни новини от Сейшелите. Впоследствие редактира 2 компютърни списания – Personal Computer Games, а по-късно и Zzap!64. През 1985 г. основава издателска компания, посветена първоначално на любителски компютърни списания. Future Publishing (базирана в Самъртън, след това в Бат, Обединеното кралство) бързо се разраства, разпростирайки се и в други сфери като колездене, музика, видео игри, технологии и дизайн, добили публичност през 1999 г. През 1994 г. Андерсън се мести в района на Санфранциския залив и продължава да създава списания, в това число Business 2.0, уебсайтове като игрите уеб портали IGN.com. По-късно списанията достигат над 130, а служителите над 1500.
През 2010 профилът на Андерсън @TEDChris надхвърля 1 милион последователи в туитър. През август 2010 г., той се завръща в родното си място в Пакистан заедно със съпругата си Жаклин Новогратц, за да доставят 300 животоспасяващи бидона с консерви в помощ на пострадалите от наводненията там.

### TED
През 2001 Андерсън напуска Future, и посредством своята фондация с нестопанска цел, достига до TED. Под неговото управление, мисията на TED се променя на „идеи, струващи си разпространението“. До юли 2010 г. над 700 беседи са били налични безплатно онлайн. До януари 2009 г. са били разглеждани 50 млн. пъти. През юли 2010 г. има над 290 млн. прегледи, а интересът в световен план продължава да нараства. Андерсън въвежда наградата TED Prize, програмите TED Fellows Program, TED open translation program, и TEDx, които спомагат за това стотици независимо организирани от TED събития да бъдат провеждани по света. Андерсън говори за силата на визуалната медия на TED Global 2010 и нейната централна роля в бъдещето на интернет-базираното учене.

### Семейство
Той е женен за Жаклин Новогратц, основател и мениджър на Acumen Fund, фонд, който подпомага социални инициативи. Имат три дъщери: Елизабет, Анна и Зои (1986-2010)..